# Giuseppe Cesari

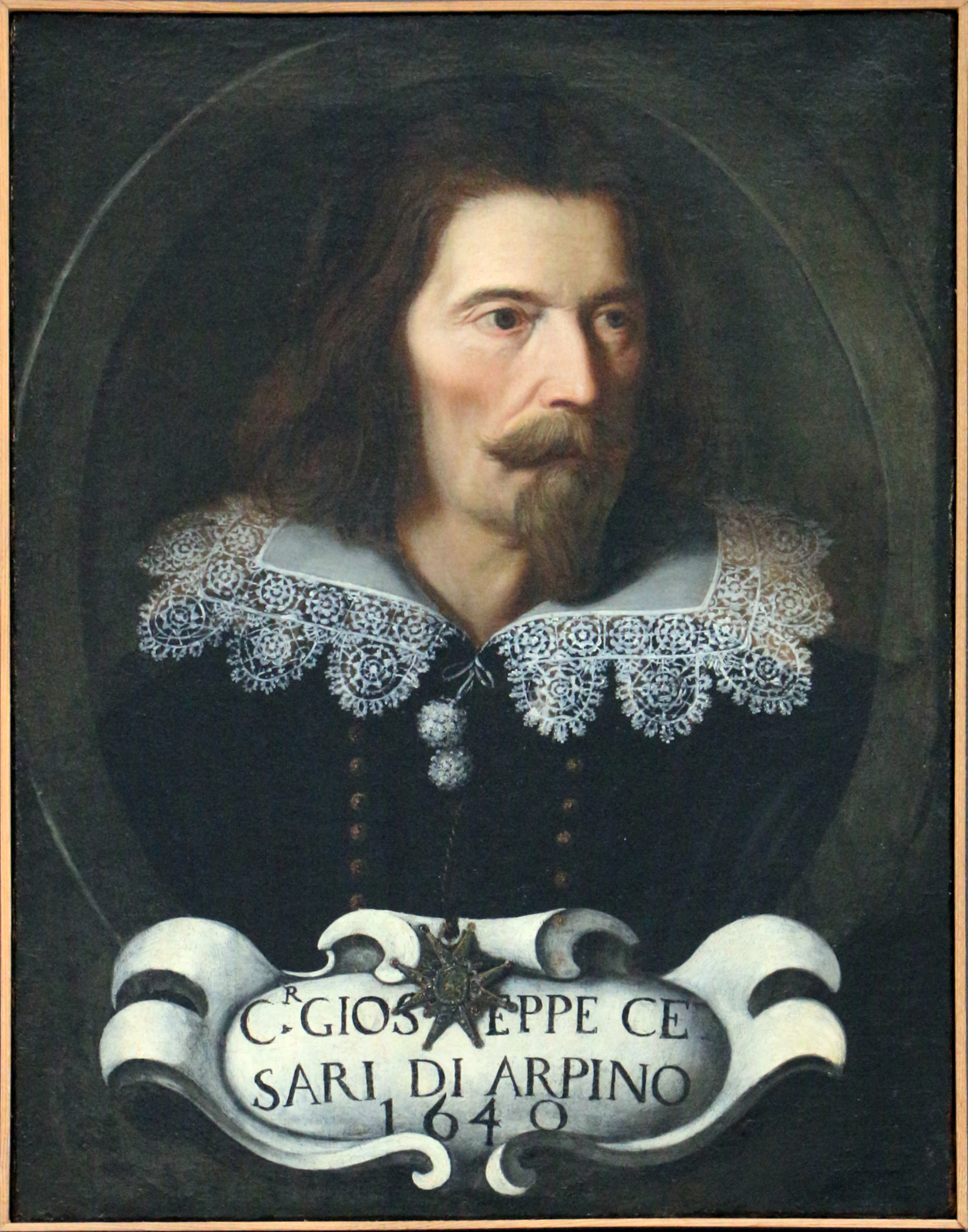
Selbstporträt des Cavalier d’Arpino in der Accademia di San Luca, Rom, um 1630

Giuseppe Cesari (* Februar 1568 zu Arpino; † 3. Juli 1640 in Rom), auch bekannt als Cavalier d’Arpino (d. h. Ritter von Arpino), war ein italienischer Maler.

## Leben

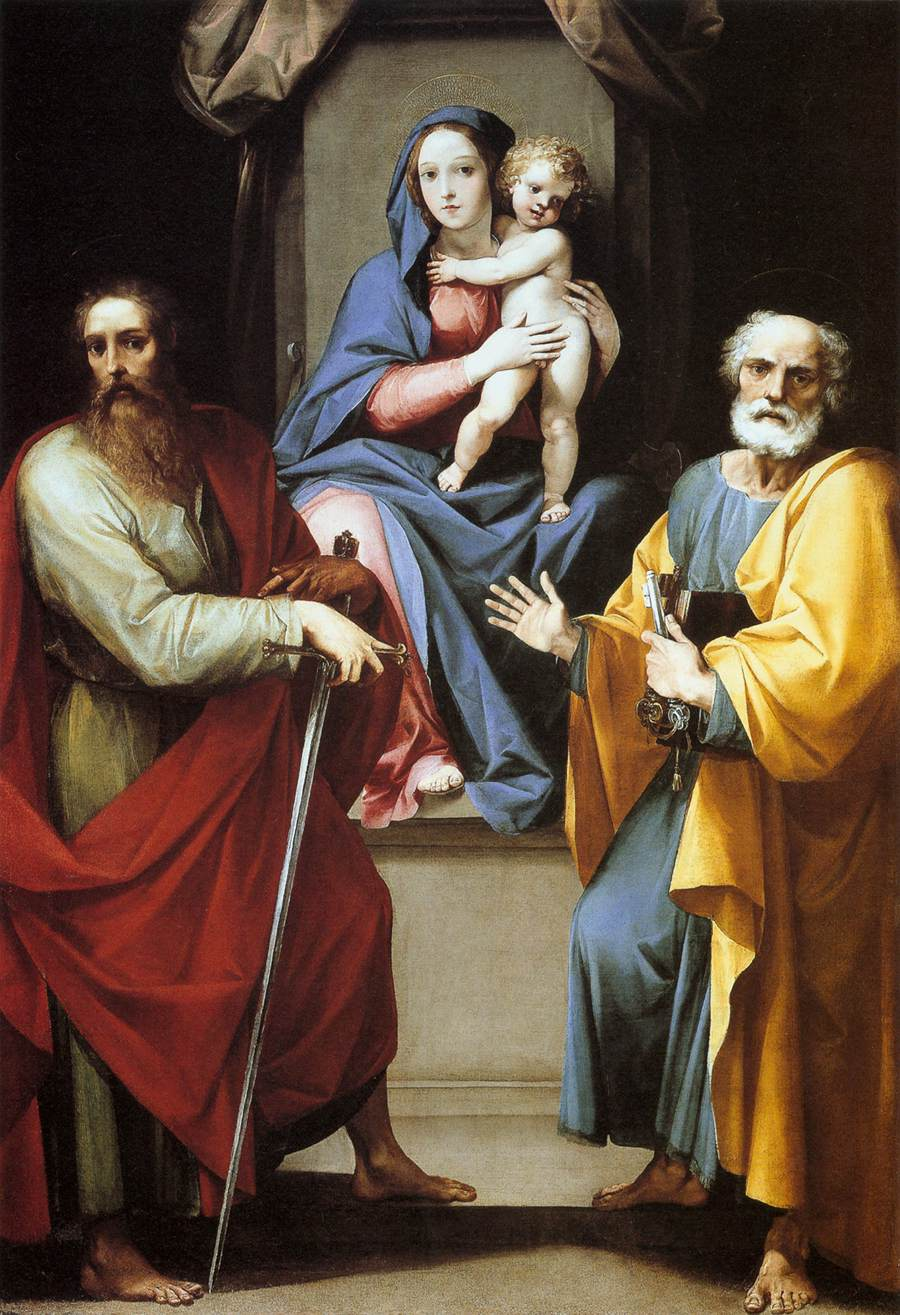
Cavalier d’Arpino: Madonna mit Kind und den Hl. Petrus und Paulus, Öl auf Leinwand, 174 × 120 cm, 1608–09, Nelson Atkins Museum, Kansas City (Missouri)

Giuseppe war der Sohn von Muzio di Polidoro, einem Maler aus Arpino; seine Mutter Giovanna stammte laut van Mander aus einer spanischen Adelsfamilie. Auf seinem Grabstein in San Giovanni in Laterano ist als Geburtsort Arpino angegeben, ein Ort zwischen Rom und Neapel. Sein Biograph und Schüler Giovanni Baglione behauptete dagegen, Cesari sei in Rom geboren, was De Dominici (1744) später als (regionalistisch motivierte) „Lügen“ bestritt, obwohl er ansonsten auf Baglione zurückgreift und längere Passagen zitiert.
Giuseppe kam wahrscheinlich 1582 mit seiner Mutter nach Rom, wo er in der Werkstatt von Niccolò Circignani eingestellt wurde und schon bald an den Dekorationen im Vatikanspalast mitwirkte (Loggien im dritten Stock, Sala vecchia degli Svizzeri, Sala dei palafrenieri). Ab 1583 erhielt er ein reguläres Gehalt und war anscheinend auch schon Mitglied der Malergilde Accademia di San Luca.
Im Kreuzgang der Kirche Trinità dei Monti malte er 1584–85 die Kanonisierung von San Francesco di Paola, wo er auch ein erstes Selbstbildnis hinterließ. In der Folge entstanden Fresken im Quirinalspalast und im Palazzo Santori, beide Werke sind jedoch nicht erhalten. In Sant’ Atanasio dei Greci schuf er 1588–91 eine Kreuzigung und eine Himmelfahrt Christi. Er schuf außerdem Vorlagen zu Kupferstichen für die Statuta Hospitalis Hierusalem (Rom 1586; Biblioteca Alessandrina, Rom).
1586 wurde er in die Congregazione dei Virtuosi am Pantheon aufgenommen und „bald sah man in ihm den größten Maler Roms“.
Sein erstes bekanntes Staffeleibild stammt von 1587–88, es handelt sich um eine Himmelfahrt Mariä mit Engeln (Privatsammlung). Laut Roettgen war Cesaris Stil zu dieser Zeit von Raffaellino da Reggio, Giovanni de Vecchi, A. Lilio und Francesco Vanni beeinflusst, und zeigte „eine durchsichtige, beinahe aquarellartige“ Malweise.
Für San Lorenzo in Damaso malte er 1588–89 zwei große Fresken, die zwar nicht erhalten sind, aber bekannt durch Kopien und ein Bozzetto (in der Sammlung Schapiro, London); es handelte sich um Malereien in einem zeremoniellen, symmetrisch geprägten Repräsentationsstil, nach Art von Girolamo Muziano (laut Roettgen).

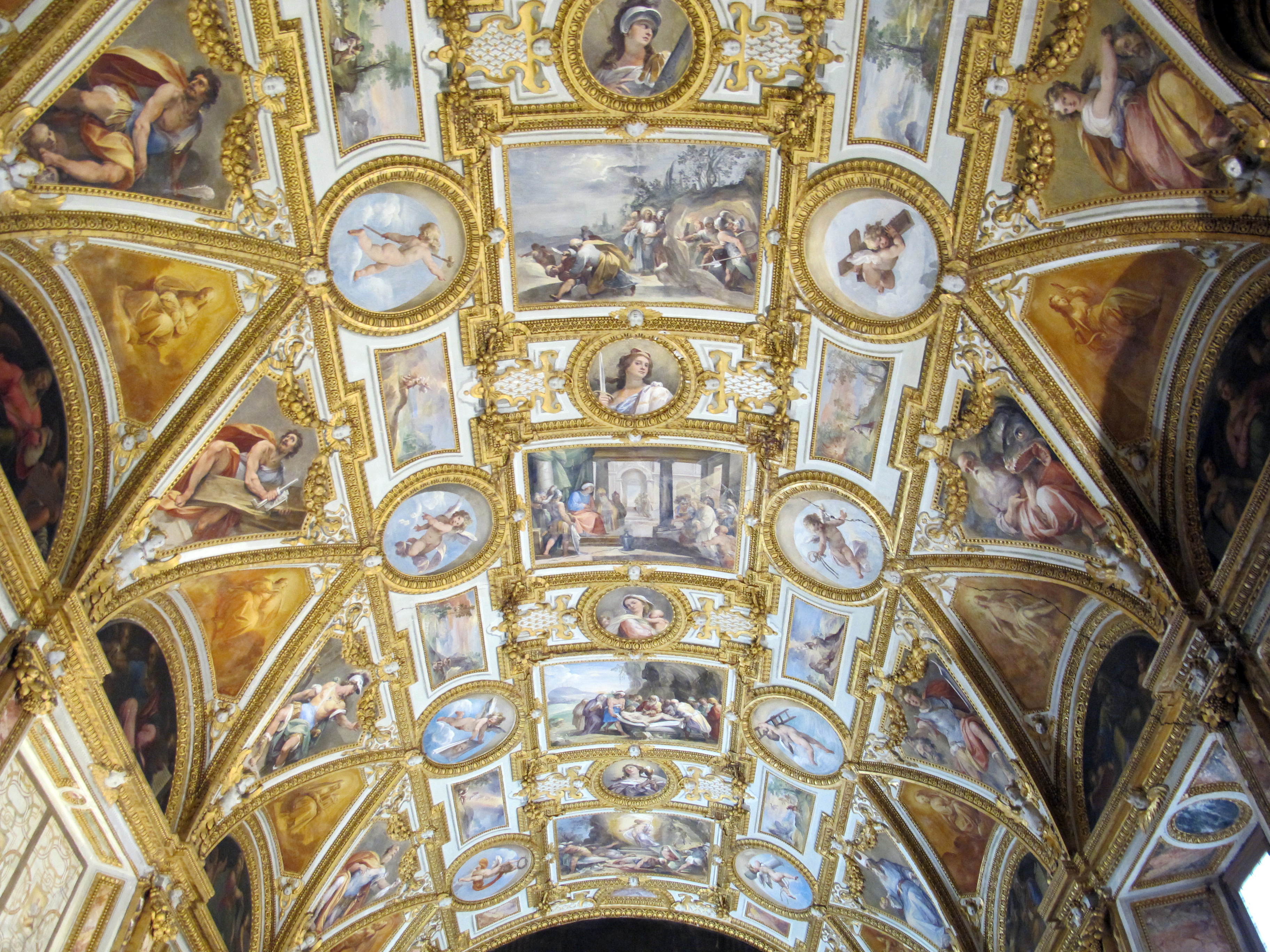
Deckendekor (Detail) in der Sakristei der Certosa di San Martino in Neapel, 1596–97

1589 begab sich Giuseppe Cesari nach Neapel, um den Altarraum der Certosa di San Martino zu dekorieren, beendete die Arbeiten jedoch nicht und ließ sie erst 1592–93 von seinem Bruder Bernardino Cesari fertigstellen. Einige Jahre später, um 1596–97, kehrte Giuseppe nochmals in die Certosa di San Martino zurück und dekorierte die Sakristei (siehe Abbildung).
Unter Papst Clemens VIII. Aldobrandini wurde Giuseppe Cesari der wichtigste offizielle Maler von Rom und erhielt zahlreiche Aufträge für umfangreiche Freskendekorationen. In seiner großen Werkstatt arbeitete auch der junge Michelangelo da Caravaggio (als Blumen- und Früchtemaler). Cesari dekorierte zwischen Mai 1591 und Juni 1593 die Decke der Cappella Contarelli in San Luigi dei Francesi; da er keine Zeit hatte, auch die Wände dieser Kapelle zu bemalen, wurden sie einige Jahre später von Caravaggio (1599–1600 und 1603) mit heute berühmten Gemälden ausgestattet.
Cesaris Stil entwickelte sich inzwischen in eine repräsentative Richtung mit breiteren, imponierenden Figuren und einem lebhafteren Kolorit. Bedeutende Beispiele dafür finden sich in der Cappella Olgiati in Santa Prassede (1593–95) und in der Cappella Aldobrandini in Santa Maria in Via, mit einer Verkündigung Mariens als Altarbild und Fresken an den Wänden (1594–96).

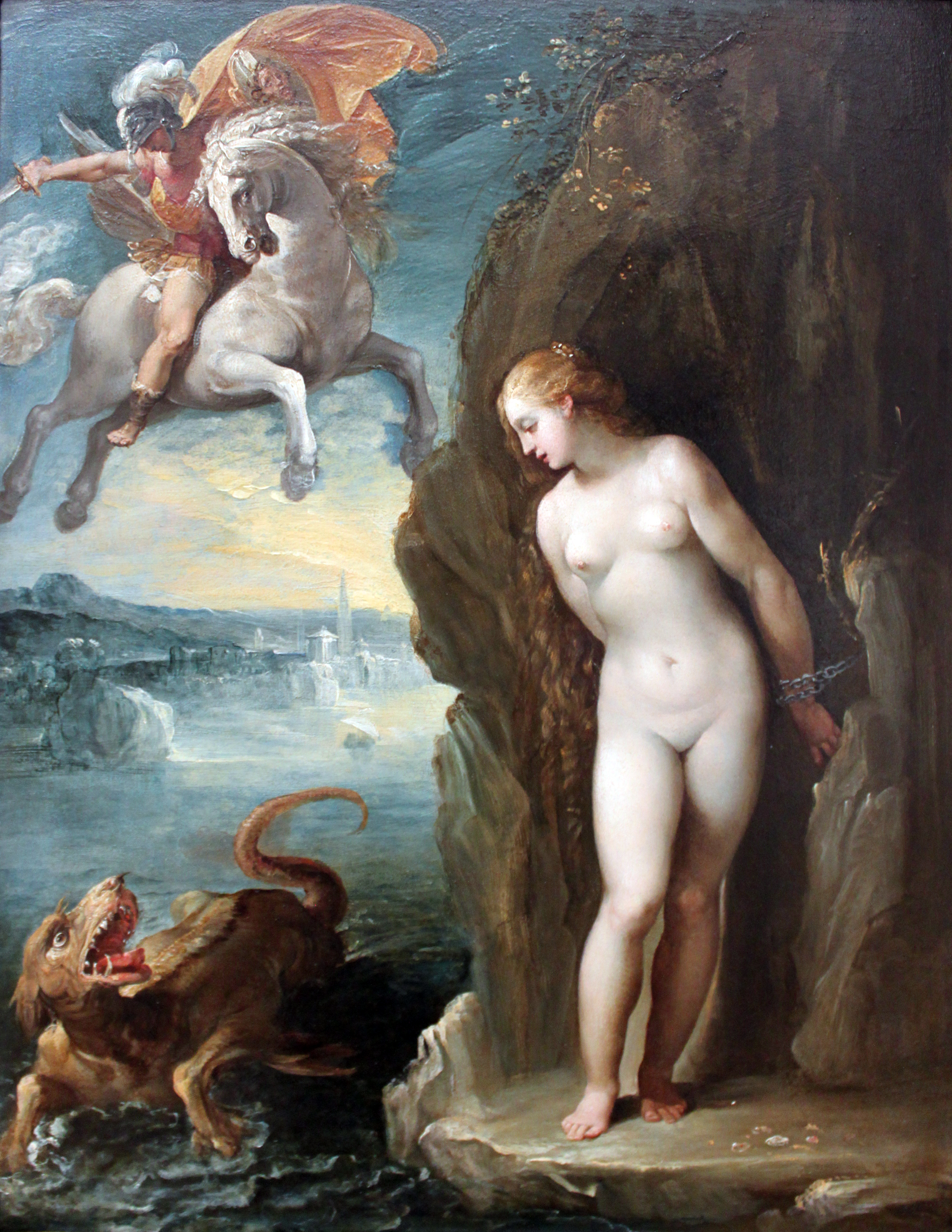
Perseus und Andromeda, 1594–98, Öl auf Schiefer, 52 × 38,5 cm, Gemäldegalerie Berlin

Daneben erhielt er Aufträge für Ölgemälde von Kunstsammlern in ganz Europa, u. a. von Kaiser Rudolph in Prag und von den Königen von Spanien und Frankreich. Sehr gefragt waren besonders seine raffiniert gemalten kleinformatigen Bilder, die er teilweise auf ungewöhnliche Malgründe wie Kupfer oder Schiefer malte, und von denen oft mehrere Versionen an verschiedenen Orten existieren. In dieser Technik schuf er nicht nur religiöse Andachtsbilder, sondern auch erotisch gefärbte mythologische Szenen – es gibt beispielsweise mehrere Versionen und verschiedene Fassungen von Perseus und Andromeda (1592 und 1602, Kunsthistorisches Museum Wien; 1594–98, Gemäldegalerie Berlin; Gallerie dell’Accademia, Venedig; Pinacoteca Nazionale, Bologna u. a.) und auch von Diana und Actaeon (Louvre, Paris; 1602–03, Szépmüvészeti Múzeum, Budapest). Eine im Besitz des Louvre befindliche und auf 1597 datierte Darstellung der Jungfrau im Tempel malte er für Maria von Bayern, Erzherzogin der Steiermark.

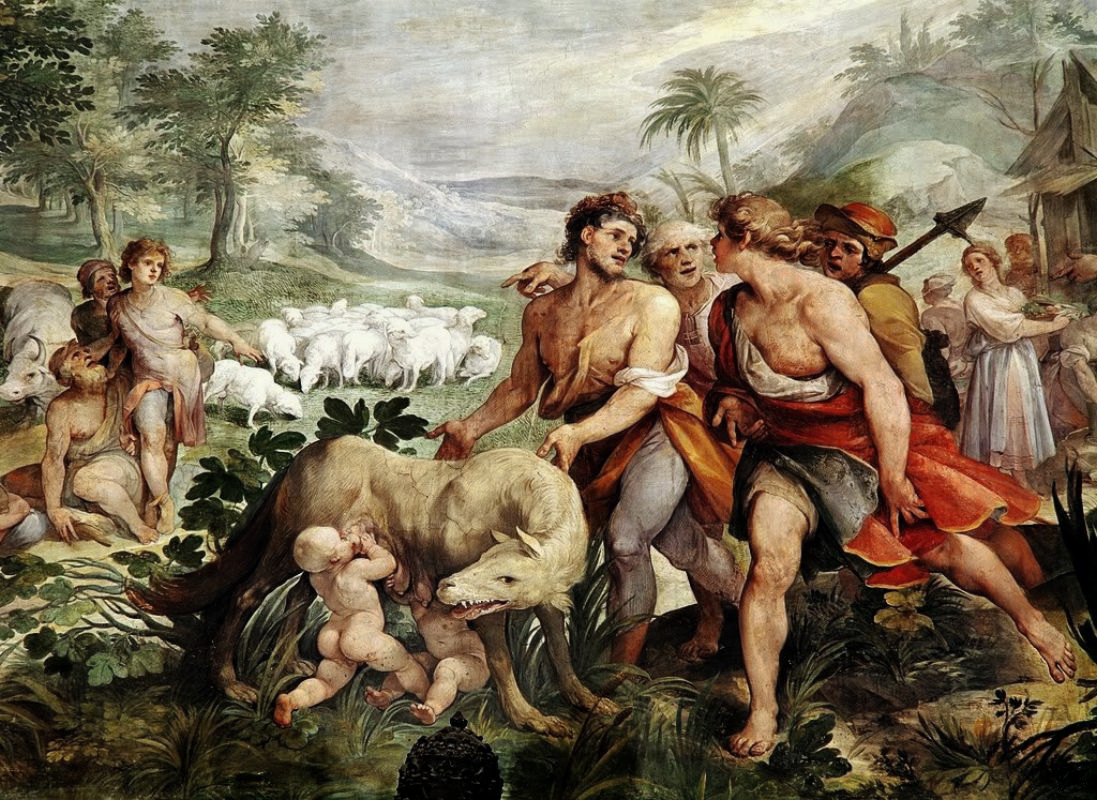
Die Auffindung von Romulus und Remus (Detail), Fresko, 1596, Palazzo dei Conservatori, Rom

1596 begann er mit einem seiner bekanntesten Werke: den Wandfresken im Konservatorenpalast auf dem Kapitol in Rom – die Arbeiten zogen sich insgesamt über Jahrzehnte hin. Als erstes entstand die Wiederauffindung von Romulus und Remus mit der Wölfin in der Sala degli Orazi e Curiazi, ein Werk von breit erzählerischem, epischem Duktus in einer poetischen Landschaft, das als eines der besten Werke der römischen Historienmalerei vom Ende des 16. Jahrhunderts gilt. Mit Unterbrechungen malte er zwischen 1597 und 1601 die Schlacht zwischen Römern und Veientern, und 1612 die Schlacht der Orazier und der Curiatier; die übrigen Fresken entstanden erst in seinen letzten Lebensjahren 1635–40 und sind von geringerer Qualität.
Im Auftrag Clemens’ VIII. malte Cesari 1597–98 zwei Bilder für die Kirche San Giovanni in Fonte: der Hl. Johannes trinkt Gift (nicht erhalten) und der Hl. Johannes wird zum Grab gebracht (heute in der Sakristei von San Giovanni in Laterano). Im Gefolge des Papstes reiste er außerdem 1598 nach Ferrara zur österreichisch-spanischen Doppelhochzeit; dabei führte er auch einige kleinere Gemälde aus. Eine Reise nach Venedig ist ebenfalls bezeugt.
Nun häuften sich die Ehrungen: Am 1. November 1599 wurde Cesari zum Principe der Accademia di San Luca gewählt. Und nachdem er im Jahr 1600 im Querschiff von San Giovanni in Laterano das enorme Fresko der Himmelfahrt Christi fertiggestellt hatte, verlieh ihm Papst Clemens VIII. den Christusritterorden, der ihm auch seinen Beinamen Cavalier d’Arpino bescherte. Das Fresko gilt als eines seiner bedeutendsten Beiträge im Sinne des neuen klassischen Stilideals der römischen Malerei.

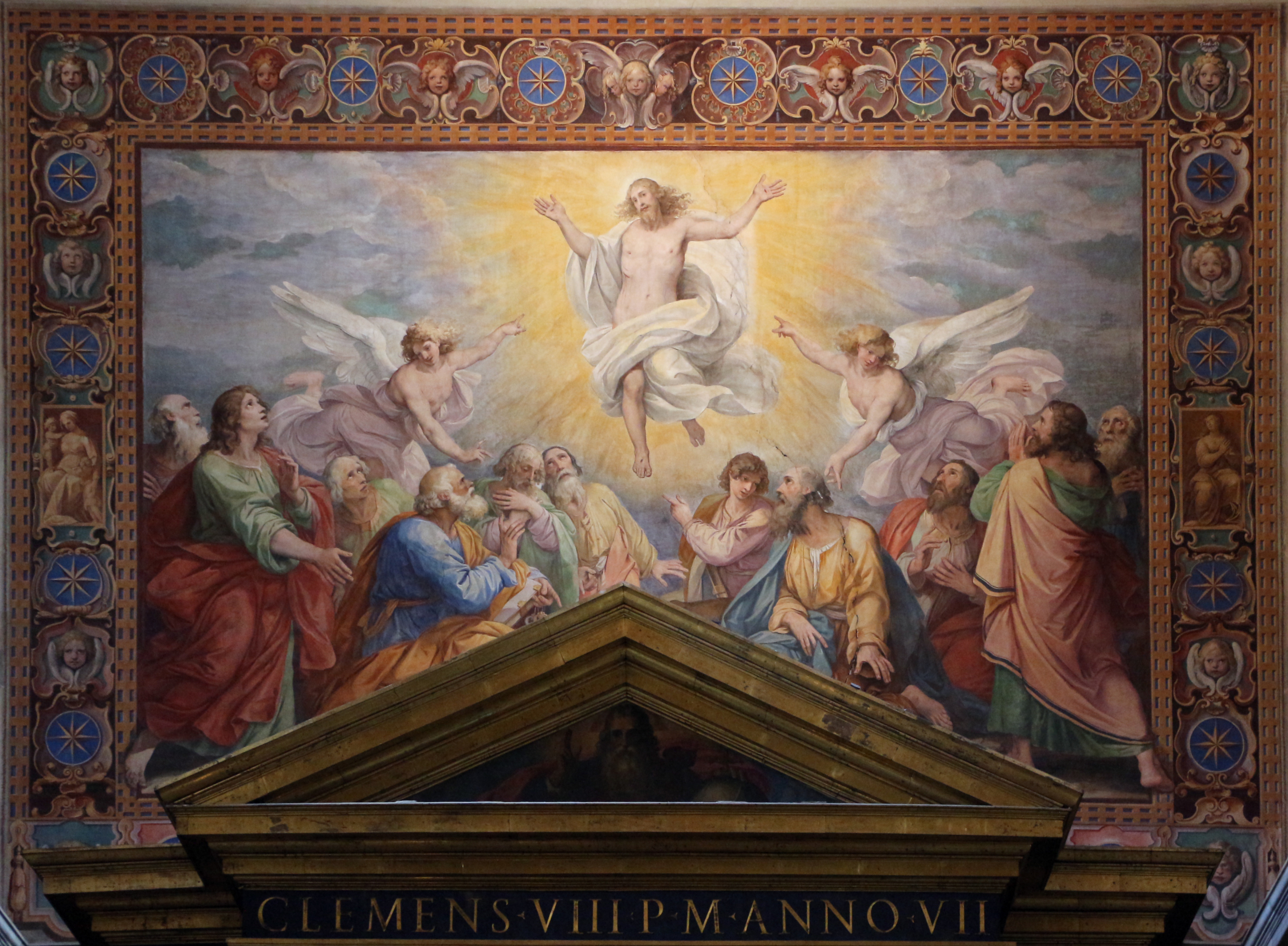
Christi Himmelfahrt (oder Transfiguration), Fresko, 1597–1601, San Giovanni in Laterano, Rom

Vom 26. September 1600 bis zum 29. März 1601 reiste der frischgekürte Ritter mit Kardinal Pietro Aldobrandini – einem Neffen des Papstes – nach Frankreich. Ebenfalls für Aldobrandini schuf er 1602–03 einige Fresken in dessen Villa in Frascati mit Szenen aus der Genesis und vier Episoden mit bedeutenden Frauen des Alten Testaments.
1601 beendete er das Altarbild der Rosenkranzmadonna für San Domenico di Cesena, ein Auftrag, den er schon 1589 erhalten hatte.
Den absoluten Gipfel von Ruhm und Ansehen erreichte Cavalier d’Arpino mit dem Auftrag für die Mosaiken in der Kuppel des Petersdoms, die zwischen 1603 und 1612 nach seinen Entwürfen und unter seiner Leitung entstanden. Von 1610 bis 1612 leitete er außerdem die malerische Dekoration der Cappella Paolina in Santa Maria Maggiore, an der Cigoli, Guido Reni und Giovanni Baglione mitwirkten; Cesari selber malte dabei die Propheten in den Pendentifs der Kuppel, die Lünette und den Hl. Lukas über dem Altar.
Auch finanziell stand er sich nun so gut, dass er sich 1604 einen Palazzo am Corso kaufen konnte, den er nach 1608 durch Flaminio Ponzio ausbauen ließ; nach weiteren Veränderungen im 18. Jahrhundert ist das Gebäude heute als Palazzo Rondinini bekannt. Auch in Arpino ließ er sich einen Palazzo bauen, der teilweise noch steht.
Nach dem Tode Clemens’ VIII. fiel Cavalier d’Arpino jedoch unter dem neuen Papst Paul V. aus dem Geschlecht der Borghese in Ungnade. 1607 wurde der Maler wegen unerlaubtem Waffenbesitz sogar verhaftet und all seine Güter konfisziert; tatsächlich soll er laut Mancini (1621) eine sehr schöne Sammlung von Arkebusen besessen haben. Die Anklage war jedoch in Wahrheit nur ein Vorwand und endete damit, dass die Camera apostolica dem kunstliebenden Neffen des Papstes, Scipione Borghese, die bedeutende Gemäldesammlung Cesaris zusprach.

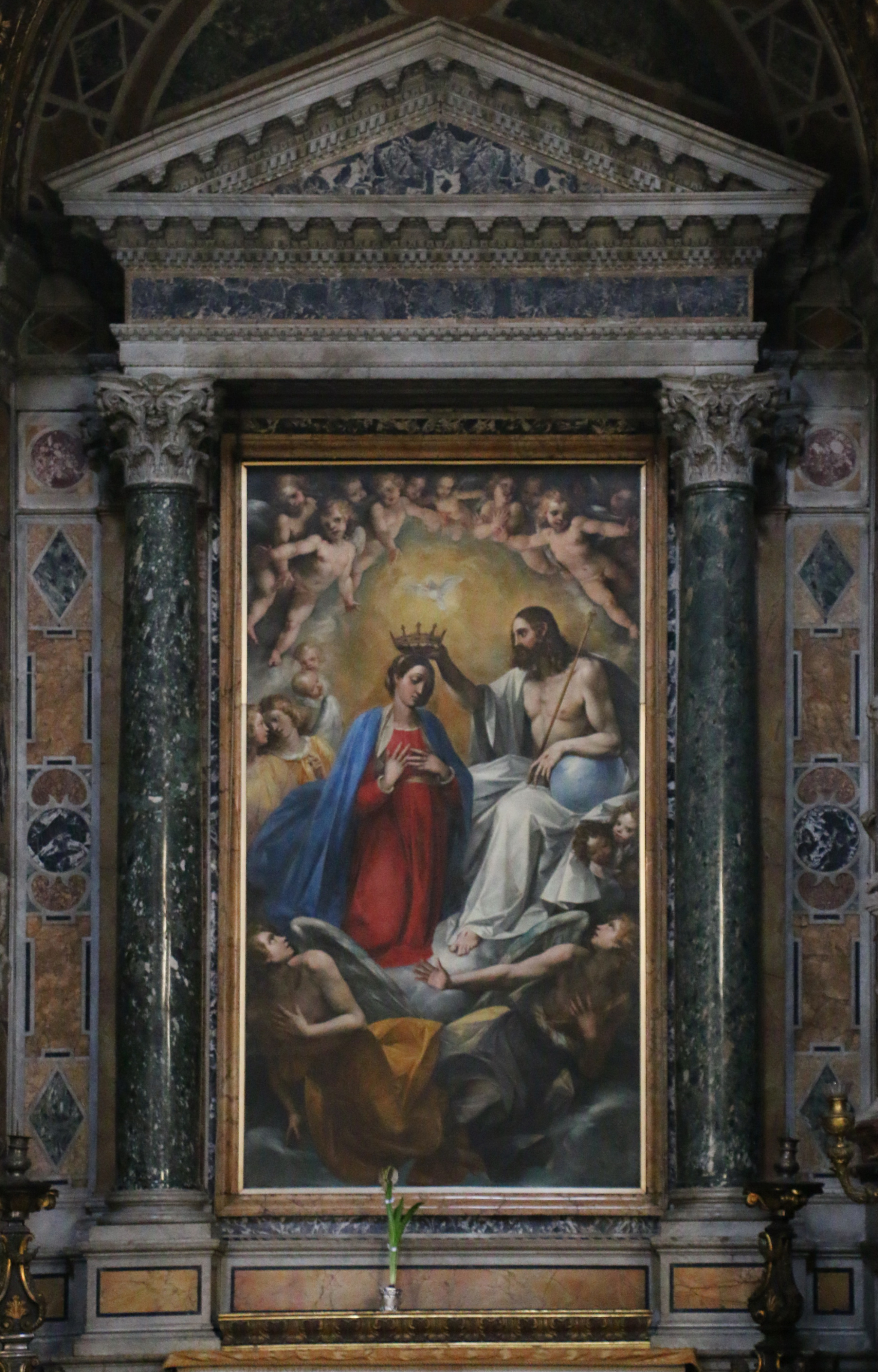
Marienkrönung (1614–15) in Santa Maria in Vallicella, Rom

Ab 1610 wurde Cesaris Stil strenger und im Vergleich zu den Neuerungen des Barock „quasi reaktionär“; seine Malerei erinnerte nun (laut Roettgen) an Sebastiano del Piombo und bekam eine Note von asketischer Verfeinerung wie in frühchristlicher Kunst. Beispiele sind die 1614–15 entstandene Marienkrönung, in Santa Maria in Vallicella; der Hl. Johannes Evangelist (1611–1619/21) in Santa Maria della Pace, und Geburt und Tod der Jungfrau (1629) in Santa Maria di Loreto (Rom).
Um 1613–15 hatte er auch die Leitung über die Dekorationen des Casino Montalto der Villa Lante in Bagnaia.
1618 heiratete er Dorotea, Tochter von Arcangelo Maggi aus Rom; sie starb 1669. Von ihren gemeinsamen Kindern wurden auch Muzio (* 19. Mai 1619 – † 1. März 1690) und Bernardino († 7. Januar 1703 in Rom) Maler. Von ihnen sind jedoch kaum Werke bekannt.
De Dominici überliefert, dass Giuseppe Cesari (vermutlich vor 1630) wieder nach Neapel eingeladen wurde, um die Cappella del Tesoro di San Gennaro im Dom auszumalen – ein extrem prestigereicher Auftrag. Er wurde jedoch durch die von Belisario Corenzio, Jusepe de Ribera und Battistello Caracciolo angeführte sogenannte Cabala napolitana durch Morddrohungen oder Überfälle eingeschüchtert und floh „quasi disperato“ (verzweifelt) zuerst nach Montecassino, wo er seine Vorarbeiten und Entwürfe für die Cappella zurückließ, und dann zurück nach Rom. Ähnlich erging es später auch dem von ihm selber empfohlenen Guido Reni und seinem Schüler und Mitarbeiter Francesco Gessi. Der Auftrag ging schließlich an Domenichino, den man zwar auch einzuschüchtern versuchte, der aber trotzdem weitermachte (vielleicht wegen der enorm hohen Bezahlung).
De Dominici berichtet auch, dass Cavalier d’Arpino für einen wahrhaft königlichen Lohn ein Bild für den König von Spanien Philipp IV. malen durfte, wobei er sich aber zuvor gegen zwölf hochrangige und jüngere Konkurrenten durchsetzen musste, darunter Guido Reni, Domenichino, Guercino, Andrea Sacchi, Pietro da Cortona, Lanfranco, Orazio Gentileschi und Sandrart.
1615 und 1629 wurde er wiederholt zum Principe der Accademia di San Luca gewählt, und am 13. Juli 1630 wurde er von Ludwig XIII. in den Ordre de Saint-Michel aufgenommen. Auf dem Selbstporträt, das er für die Accademia malte (siehe Abb. oben), bildet er sich mit dem Ordensinsignie ab. 1636 kaufte er ein Haus in der Via dei Serpenti, wo er vermutlich die letzten Jahre seines Lebens verbrachte.
Giuseppe Cesari, der Cavalier d’Arpino, starb am 3. Juli 1640 und wurde in Santa Maria in Aracoeli begraben; später wurden seine Überreste nach San Giovanni in Laterano überführt, wo sich sein Grab im Umgang des Chorraumes befindet.
Baglione (S. 375) beschrieb Giuseppe Cesari als einen Mann „…von guter Anlage (buona complessione), kräftig und tüchtig, …er war selten krank, …hatte einen schnellen Gang, war stolz und eigenwillig (bizzarro), …fröhlich, witzig, und ohne Ressentiments (libero di sentimento)“; gleichzeitig soll er aber angeblich auch „ewig unzufrieden“ gewesen sein und sich ständig über Alles beklagt haben (lamentoso). Bellori fügte dem in einer Fußnote hinzu: „…er redete immer schlecht von Spagnuoli und von Preti, von denen er von Kind auf soviel Gutes erfahren hatte“.

## Würdigung, Stil

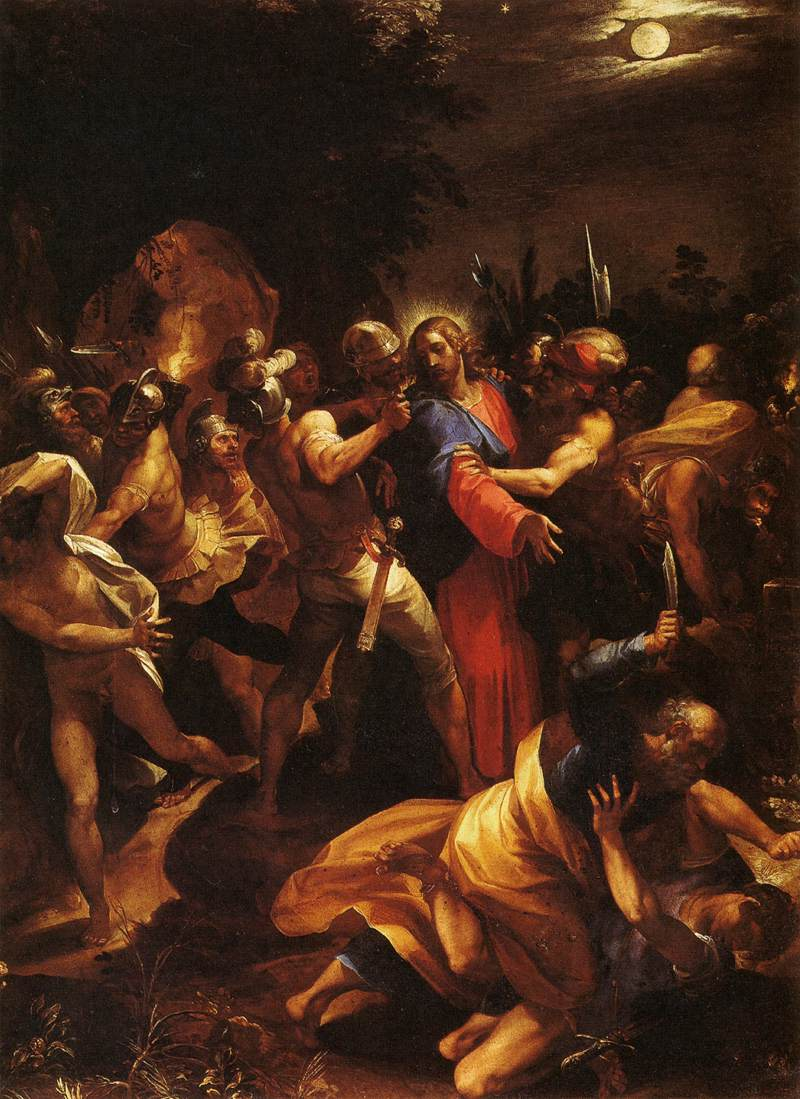
Gefangennahme Christi, ca. 1597, Öl auf Kupfer, 77 × 56 cm, Galleria Borghese, Rom

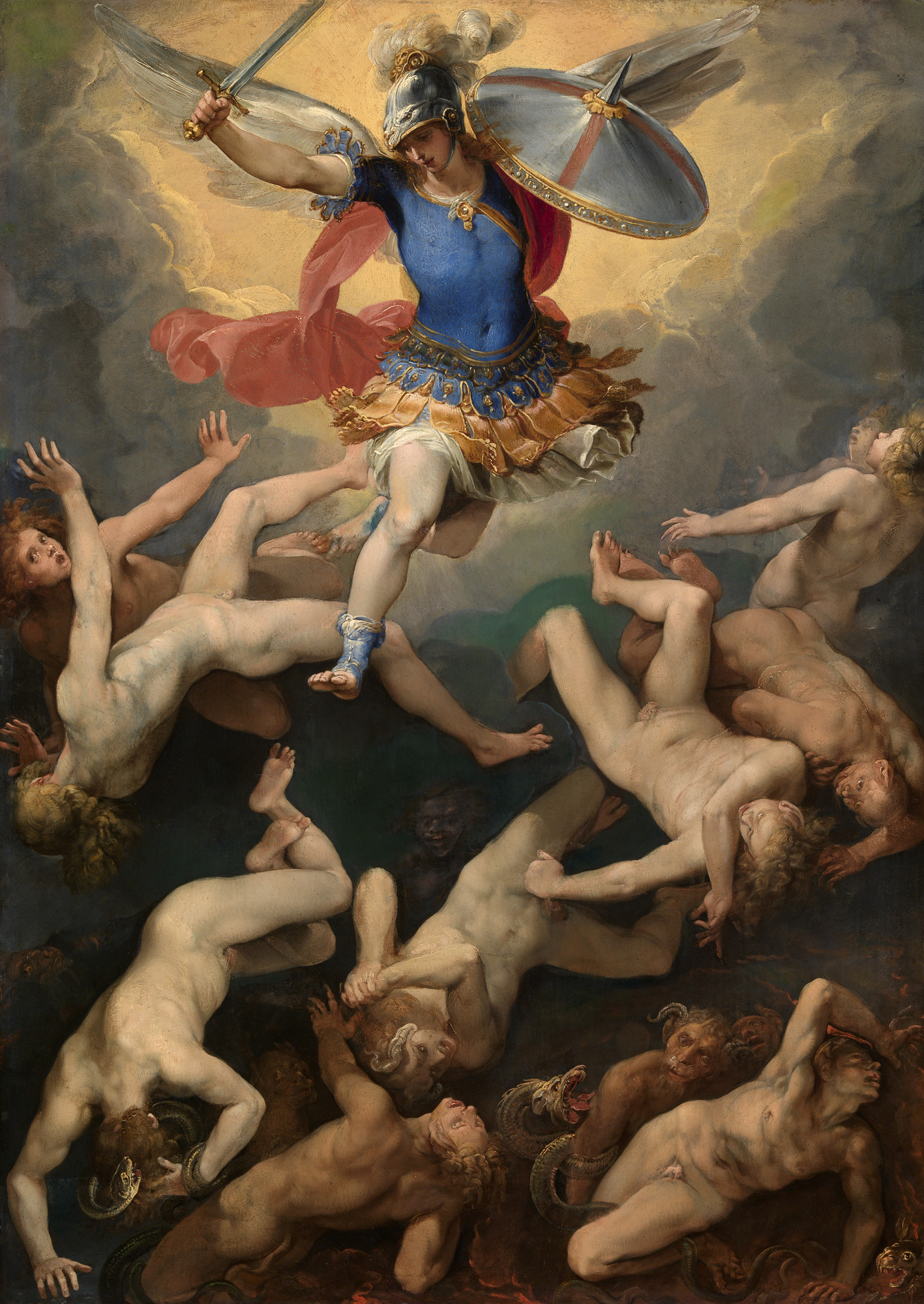
Der Erzengel Michael und die rebellischen Engel, ca. 1592–93, 47,8 × 41,8 cm, Öl auf Weißblech oder Kupfer, Kelvingrove Art Gallery & Museum, Glasgow

Giuseppe Cesari gilt zuweilen als Maler des Spätmanierismus, er war jedoch Ende des 16. Jahrhunderts einer der wichtigsten Protagonisten einer neuen, einfacheren, und klassischen Richtung, die den Manierismus ablöste und zum Barock führte. Seine Figuren entsprechen natürlicheren Idealen und seine Kompositionen sind wesentlich einfacher und schlichter als im Manierismus; dabei behält er aber eine Tendenz zu schlanker, graziler Anmut, die bei männlichen Figuren zum Eckigen neigt. Abgesehen von ganz frühen Werken überschreitet er häufig die Grenze zum Barock und kann als einer der ersten und radikalsten Vertreter des klassizistischen Barock gelten. An seinem Kolorit fällt u. a. auf, dass er den Himmel oft mit gräulichen oder taubenblauen Tönen malt – eine Ausnahme sind jedoch seine kleinen Bilder auf ungewöhnlichen Malgründen wie Kupfer oder Schiefer, wo der Himmel meist intensiv blau ist und an nordeuropäische Maler wie Jan Brueghel d. Ä. erinnert. Wie seine obige Biographie erkennen lässt, hatte Cesari bis etwa 1610/1615 enormen Erfolg, wurde dann jedoch immer mehr von jüngeren und progressiveren Malern abgelöst, wie insbesondere durch die Carracci und durch Caravaggio und seine Epigonen, und in der ihm eigenen klassischen Richtung vor allem durch Guido Reni und Domenichino. Dabei war Cesari allerdings Caravaggios Lehrer und ein Förderer von Reni, mit beiden arbeitete er zusammen und beiden ebnete er mit seiner Malerei den Weg.
Seine Werke beeinflussten zum Teil ganz direkt auch andere bedeutende Künstler, beispielsweise ist Van Dycks berühmte Gefangennahme Christi im Prado von einem kleinformatigen Gemälde des Cavalier d’Arpino inspiriert (ca. 1596–97, mehrere Versionen u. a. in der Galleria Borghese, Rom). Luca Giordanos spektakulärer und gigantesker Engelsturz durch den Hl. Michael im KHM Wien ist eigentlich eine in riesige Dimensionen übertragene, nur leicht veränderte Kopie eines kleinen Bildes von Cesari (heute u. a. im 1593, Kelvingrove Art Gallery & Museum, Glasgow. Siehe Abb. in der Galerie unten).

„Mit dem Auftreten der Carracci und des Caravaggio schlug jedoch die römische Schule, die er beherrschte, andere Bahnen ein…. Cesari gilt als ein überaus gewandter, mit lebhafter Phantasie begabter Künstler. Seine Arbeiten sind mit Eifer entworfen und von angenehmer Farbgebung. Detailreichtum darf man in seinen Bildern allerdings nicht suchen, besonders in den Werken seiner zweiten Periode…“

## Bildergalerie

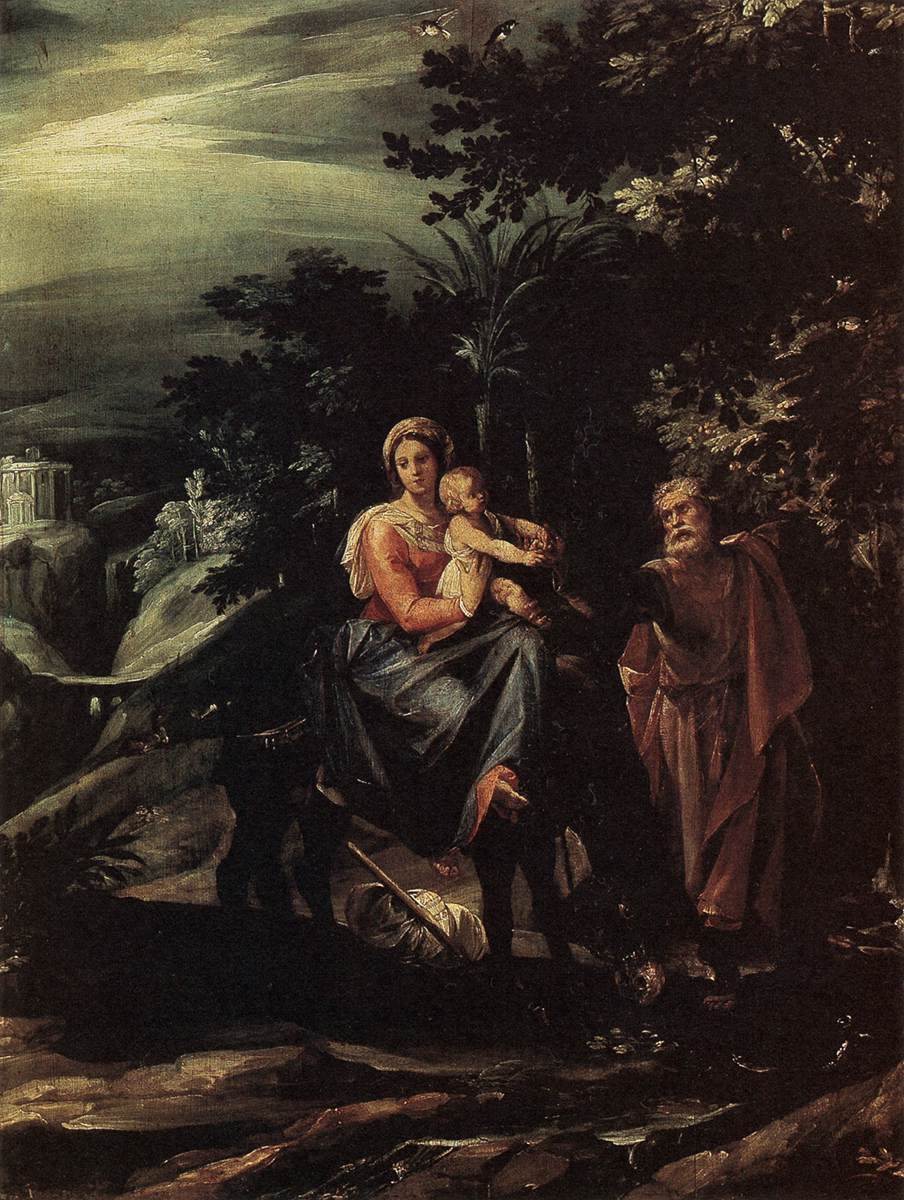
Flucht nach Ägypten, Öl auf Holz, 47 × 34 cm, ca. 1592–93 (?), Galleria Borghese, Rom
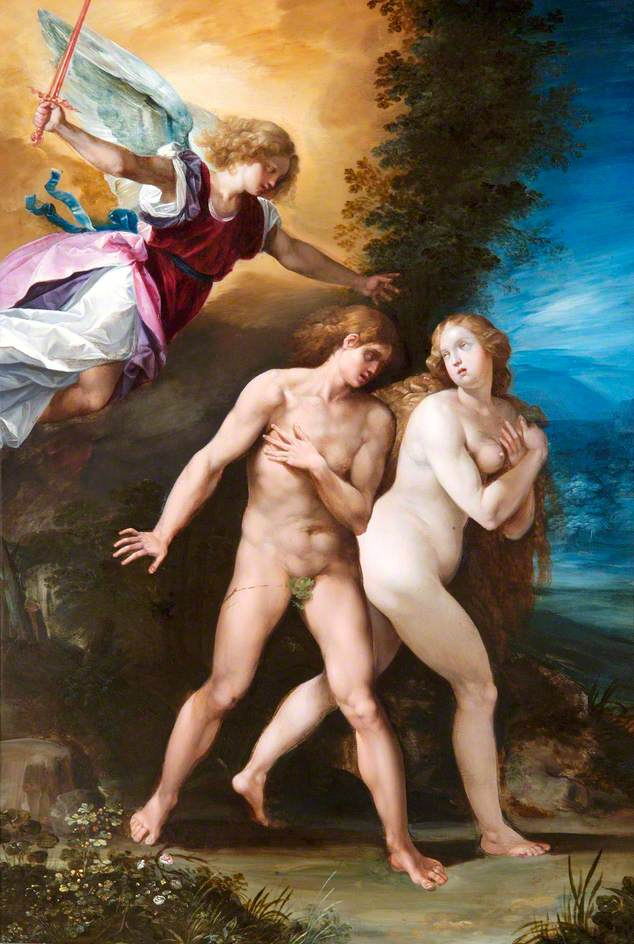
Vertreibung aus dem Paradies, Öl auf Kupfer, 51,5 × 35,5 cm, ca. 1597, Apsley House
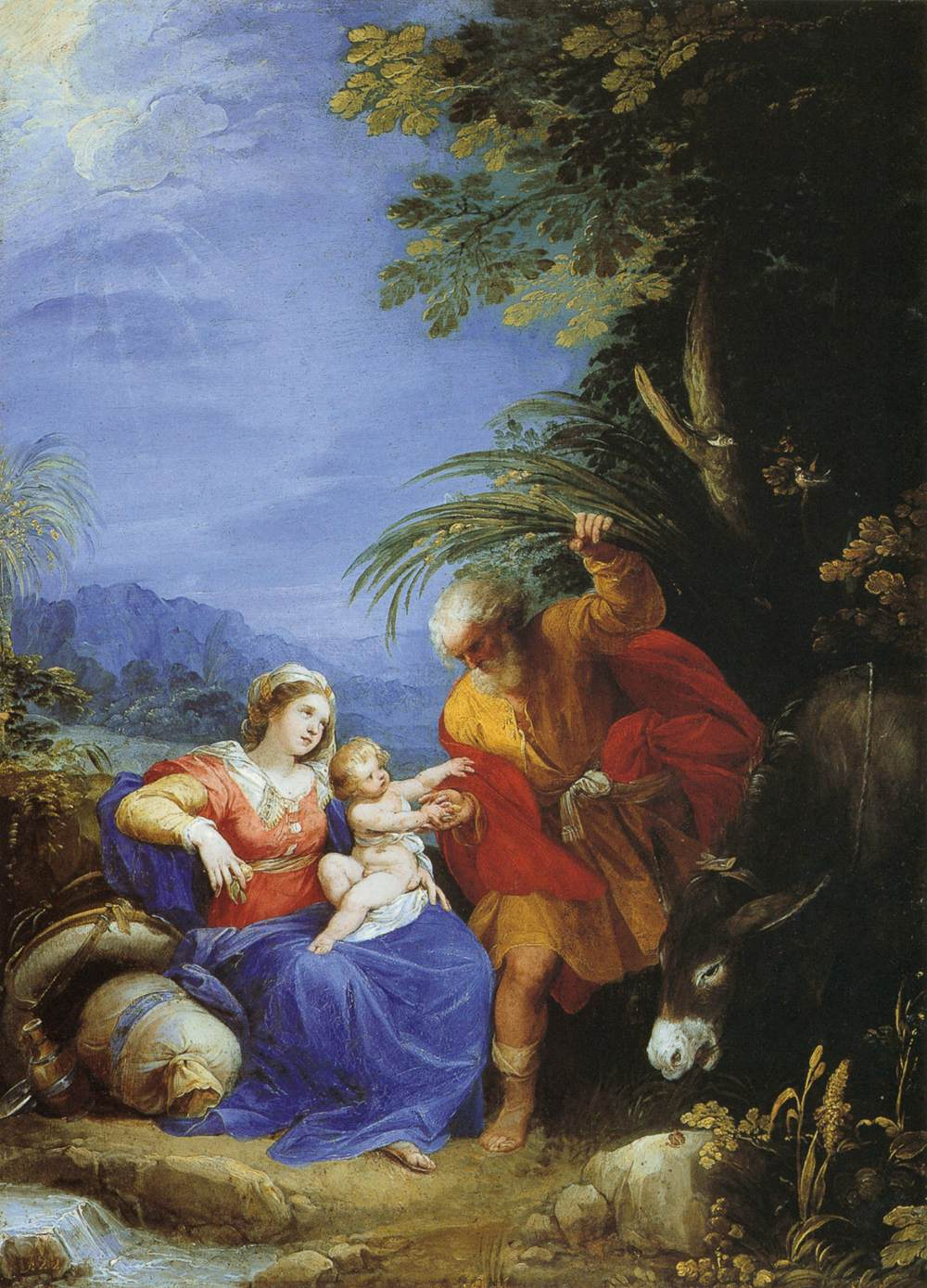
Ruhe auf der Flucht nach Ägypten, Öl auf Kupfer, 43 × 32 cm, ca. 1597, Museum of Fine Arts, Boston
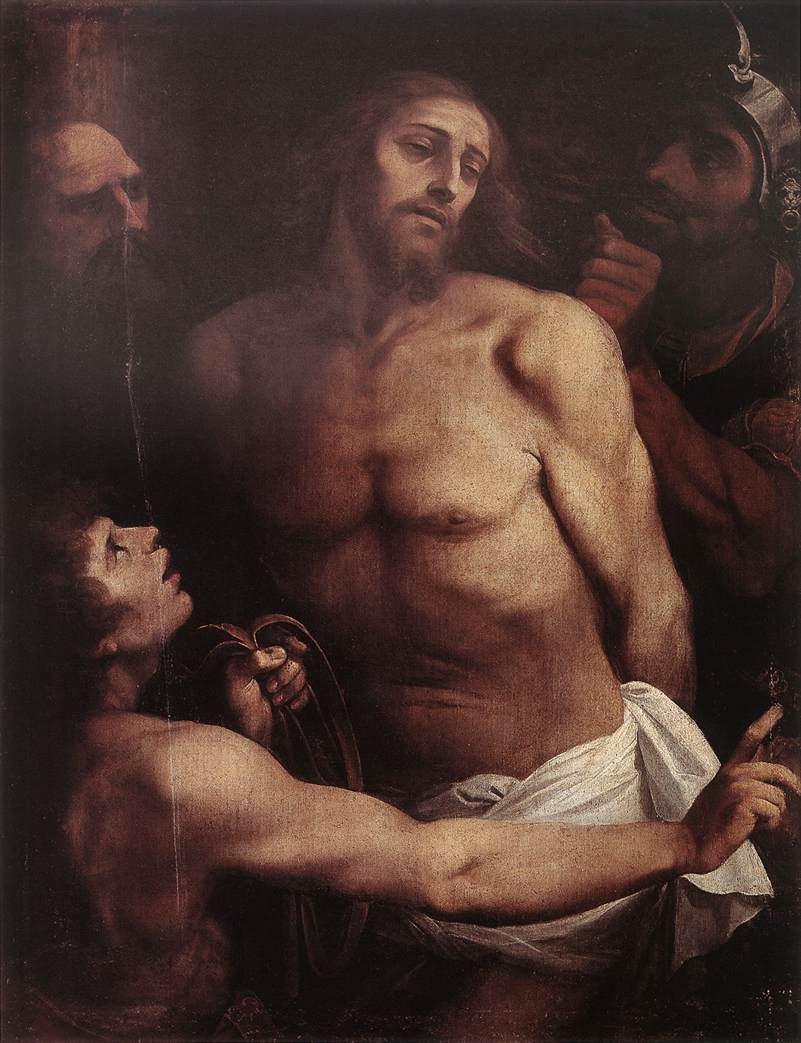
Passion Christi (um 1598 ?), Santi Biagio e Carlo ai Catinari, Rom
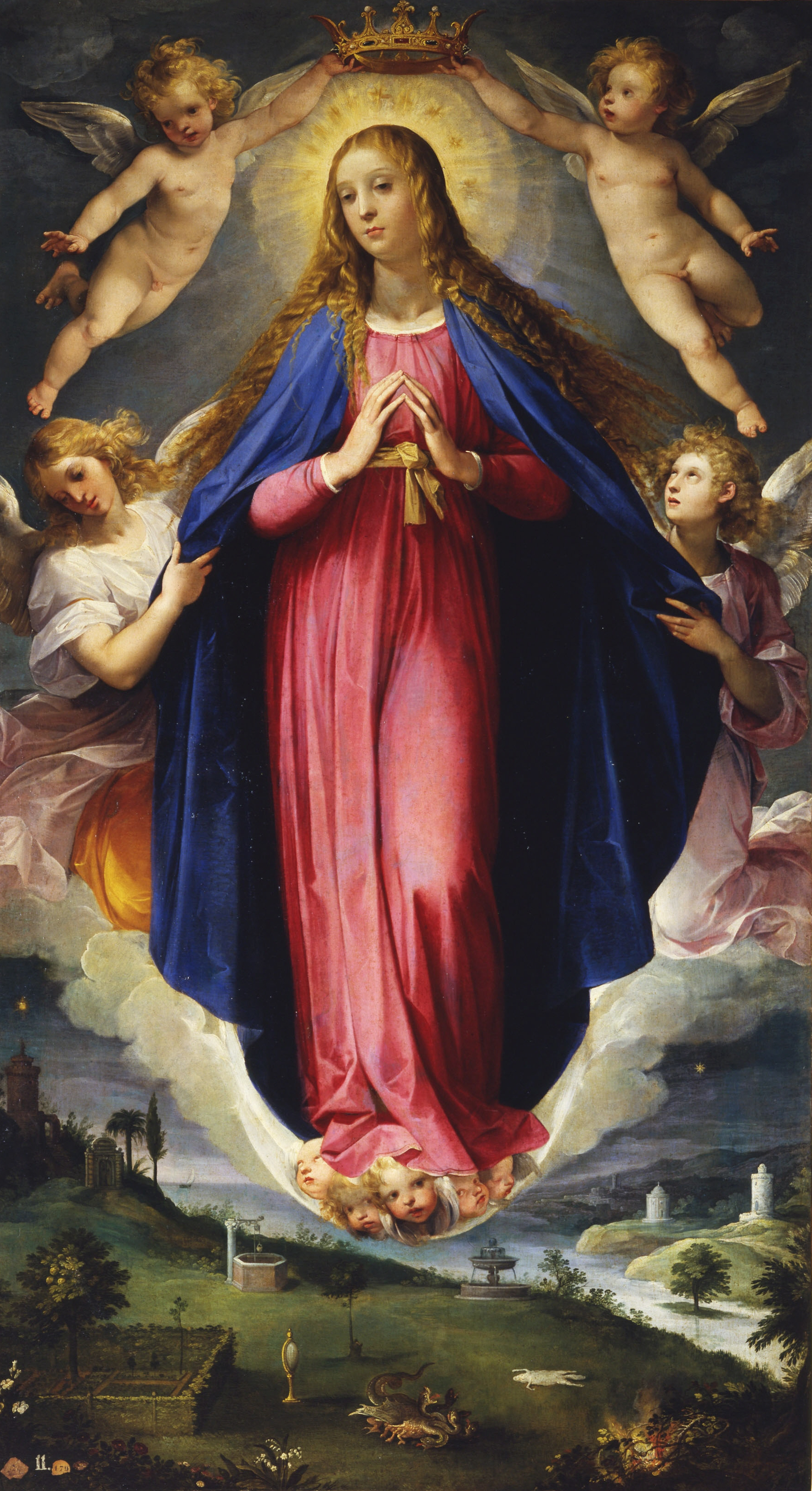
Maria Immaculata, Öl auf Leinwand, 226 × 127 cm, 1601–1606, Real Accademia de San Fernando, Madrid

## Werke

### Fresken, Altarbilder u.a. in Italien

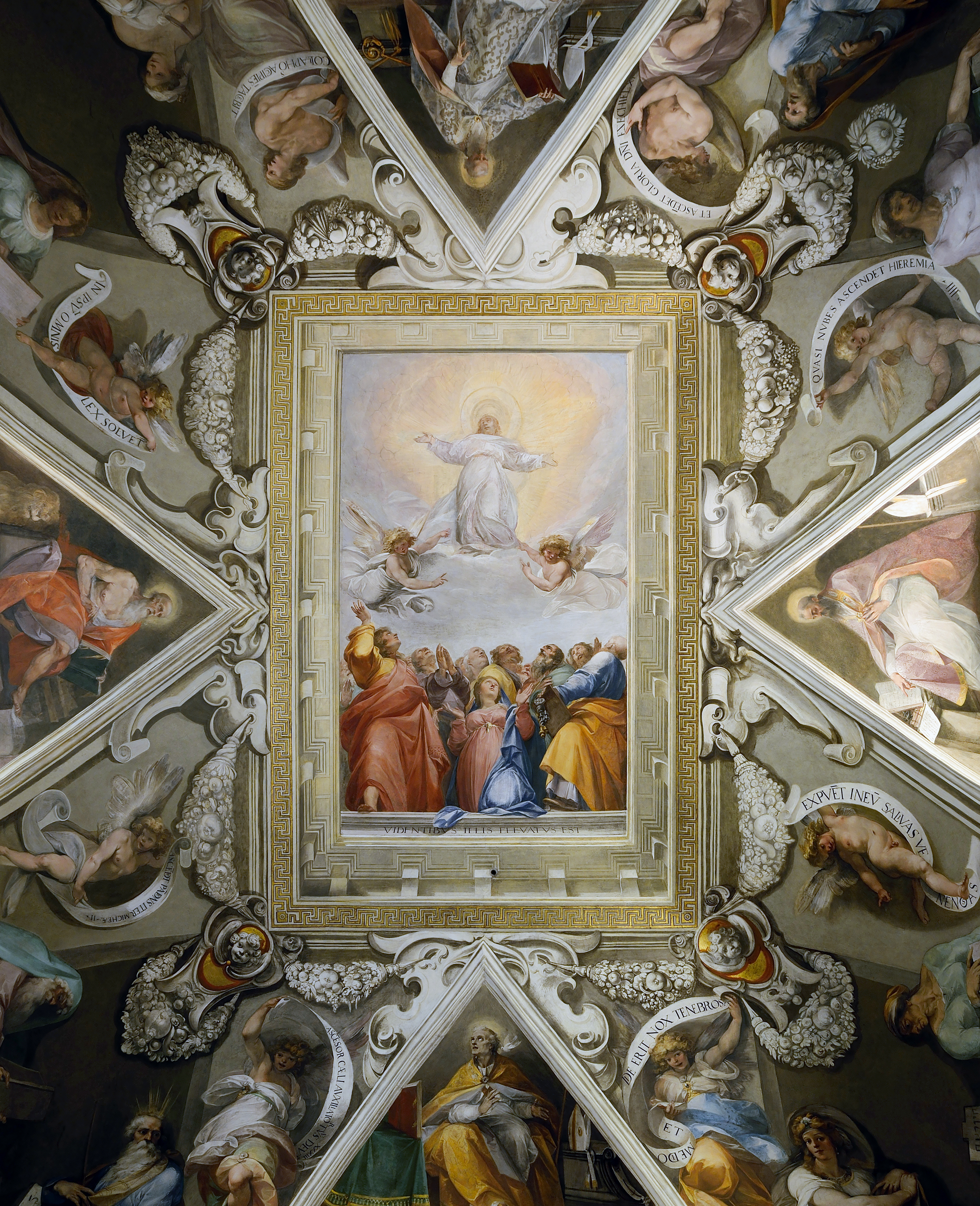
Fresken der Cappella Olgiati (u. a. Himmelfahrt Christi) in Santa Prassede, 1593–95

- Fresken im Altarraum (zusammen mit seinem Bruder Bernardino) und in der Sakristei der Certosa di San Martino, Neapel, 1589 und 1596–97
- Fresken der Cappella Olgiati (u. a. Himmelfahrt Christi) in Santa Prassede, 1593–95
- Deckendekor der Loggia Orsini im Palazzo des Corradino Orsini (heute: Pio Sodalizio dei Piceni), 1594–95
- Verkündigung Mariens (Altarbild) und Fresken der Cappella Aldobrandini in Santa Maria in Via, 1594–96
- Wandfresken Wiederauffindung der Wölfin, Schlacht zwischen Römern und Veientern, Schlacht der Orazier und der Curiatier u. a. (1596–1601, 1612, 1635–40) in der Sala degli Orazi e Curiazi, Konservatorenpalast auf dem Kapitols, Rom
- Fresken in der Cappella dei bombardieri im Kastell von Santa Maria in Transpontina, 1597
- Der Hl. Johannes wird zum Grab gebracht, 1597–98, Sakristei von San Giovanni in Laterano (urspr. für San Giovanni in Fonte), Rom
- Fresko Himmelfahrt Christi, 1600, im Querschiff von San Giovanni in Laterano, Rom
- Rosenkranzmadonna, San Domenico di Cesena, 1601
- Szenen aus der Genesis und vier Episoden mit bedeutenden Frauen des Alten Testaments in der Villa Aldobrandini in Frascati, 1602–03
- Marienkrönung in Santa Maria in Vallicella, Rom
- Entwürfe und Leitung der Mosaiken in der Kuppel des Petersdoms, 1603–1612
- Freskendekoration mit Profeten und dem Hl. Lukas in der Cappella Paolina in Santa Maria Maggiore, 1610–12 (zusammen mit Cigoli, Guido Reni und Giovanni Baglione)[1]
- Dekorationen in der Villa Lante in Bagnaia, 1613–15
- Vision des Hl. Johannes Evangelist, 1611–1619/21, in Santa Maria della Pace (Rom)
- Hl. Benedikt in der Glorie mit Engeln, ca. 1621, Museo di Capodimonte, Neapel
- die Hl. Maria Salomè, um 1625, in der Kirche Santa Maria Salomè, Veroli
- Die Heiligen Vito, Modesto und Crescenzia, ca. 1625–27, in der Kirche San Vito, Civitavecchia di Arpino
- Geburt und Tod der Jungfrau, 1629, in Santa Maria di Loreto (Rom)

### Einzelbilder in Museen

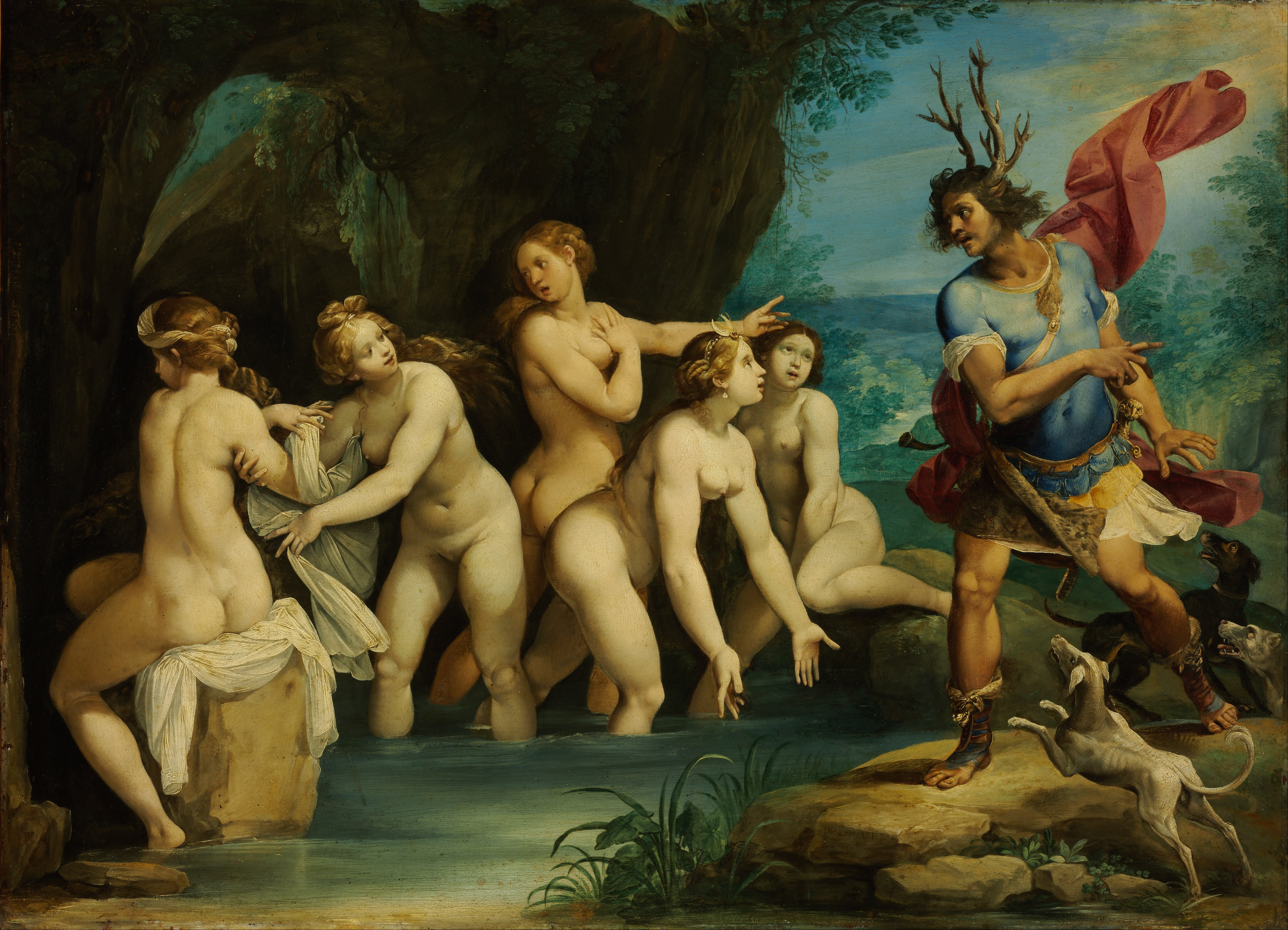
Diana und Actaeon, Öl auf Kupfer, 50 × 69 cm, 1602–03, Szépmüvészeti Múzeum, Budapest

- Hl. Franziskus, getröstet von einem musizierenden Engel, 1593, Musée de la Chartreuse, Douai
- Madonna mit Kind und Heiligen, 1592–93, Institute of Arts, Minneapolis
- Perseus und Andromeda, Öl auf Schiefer, 1592, Kunsthistorisches Museum Wien
- Perseus und Andromeda, um 1592–93, Rhode Island School of Design, Providence
- Auferstehung des Lazarus, ca. 1591–93, Galleria nazionale d’arte antica, Rom
- Der Erzengel Michael kämpft gegen die aufrührerischen Engel, ca. 1593, Art Gallery, Glasgow
- Flucht nach Ägypten, ca. 1592–93, Galleria Borghese, Rom
- Perseus und Andromeda, Öl auf Schiefer, 1594–98, Gemäldegalerie Berlin
- Gefangennahme Christi, ca. 1596–97, Galleria Borghese, Rom
- Gefangennahme Christi, ca. 1597, Öl auf Walnussholz, 89 × 62 cm, Gemäldegalerie Alte Meister (Kassel)
- Vertreibung aus dem Paradies, ca. 1597, Louvre, Paris
- Diana und Actaeon, Louvre, Paris
- Diana und Actaeon, Öl auf Kupfer, 50 × 69 cm, 1602–03, Szépmüvészeti Múzeum, Budapest
- Ruhe auf der Flucht nach Ägypten, Öl auf Kupfer, 43 × 32 cm, ca. 1597, Museum of Fine Arts, Boston
- Darstellung der Jungfrau im Tempel, 1597, Louvre, Paris, (ausgestellt im Palais du Luxembourg)
- Perseus und Andromeda, Öl auf Schiefer, 1602, Kunsthistorisches Museum Wien
- Maria Immacolata, 1601–1606, Real Accademia de San Fernando, Madrid
- Verkündigung, 1606, Musei Vaticani, Rom
- Madonna mit Kind und den Hl. Petrus und Paulus, Öl auf Leinwand, 174 × 120 cm, 1608–09, Nelson Atkins Museum, Kansas City, Missouri
- Selbstbildnis, nach 1630, Accademia di San Luca, Rom

Es sind außerdem zahlreiche, zum Teil schön ausgearbeitete Zeichnungen, Skizzen und Entwürfe von Giuseppe Cesari in diversen Sammlungen erhalten.

## Ehrungen
- Christusritter, ernannt 1600 durch Clemens VIII.
- Ritter vom Heiligen Michael, ernannt 1630 durch Ludwig XIII.

### 17. & 18. Jahrhundert
- Giovanni Baglione: Le Vite de’ pittori, scultori, et architetti. Dal pontificato di Gregorio XIII del 1572 in fino a’ tempi di Papa Urbano Ottavo nel 1642, Rom 1644 (italienisch).
- Bernardo De Dominici: Vita del Cavalier Giuseppe Cesari d’Arpino, Pittore e Architetto (Auszug aus Baglione) und Vita di Belisario Corenzio Pittore. In: Vite de pittori, scultori e architetti napolitani, vol. II, 1744, Bologna, 1979, S. 260–272 (Cav. Gius. Cesari d'Arpino) und 292–318 (Belis. Corenzio), online als E-Book (italienisch; gesehen am 15. Februar 2019).
- Karel van Mander: Het schilder-boeck, Haarlem: Wesbusch 1604, f. 187v-188.

### 20. & 21. Jahrhundert
- Marco Simone Bolzoni: Il Cavalier d’Arpino – Maestro del disegno. Catalogo ragionato dell’opera grafica, Ugo Bozzi editore, Rom, 2011, ISBN 88-7003-052-0.
- Gianpasquale Greco: Le spoglie del Cavalier d’Arpino tra S. Maria in Aracoeli e il monumento in S. Giovanni in Laterano. In: Rivista dell’Istituto Nazionale d’Archeologia e Storia dell’Arte (RIASA), LXXI, ser. III, 2016, S. 283–289.
- Arturo Quadrini: Il Cavalier d’Arpino, Macioce & Pisani, Isola del Liri, 1940.
- Herwarth Roettgen: CESARI, Giuseppe, detto il Cavalier d’Arpino. In: Dizionario Biografico degli Italiani, Volume 24, 1980, online auf Treccani, (italienisch; gesehen am 13. Februar 2019).
- Herwarth Röttgen: Il Cavalier Giuseppe Cesari D’Arpino. Un grande pittore nello splendore della fama e nell’incostanza della fortuna. Ugo Bozzi editore, Rom, 2002, ISBN 88-7003-035-0.
- Herwarth Röttgen: Cavalier Giuseppe Cesari D’Arpino – Die Zeichnungen – I Disegni (3 Bde.). Opus magnum Verlag, Stuttgart, 2013, ISBN 978-3-939322-70-2, ISBN 978-3-939322-72-6, ISBN 978-3-939322-74-0.